# Jan Kuylenstjerna (1813–1880)
Johan Carl (Jan Carl) Kuylenstjerna (i riksdagen kallad Kuylenstjerna i Kålltorp), född 5 mars 1813 i Kinnareds församling, Hallands län, död 19 november 1880 i Västra Gerums församling, Skaraborgs län, var en svensk militär, godsägare och riksdagspolitiker.
Kuylenstjerna var ägare till godset Kålltorp i Skaraborgs län. Som riksdagsman var han ledamot av första kammaren 1866–1873 för Skaraborgs län.